# اندازه واژن انسان

اندام جنسی زنان دارای دو بخش درونی و بیرونی است. پس از گذر از بخش بیرونی آن (وولوا یا کُس)، نخستین بخش اندام جنسی درونی در زنان یعنی واژَن (مهبل) دیده می‌شود.

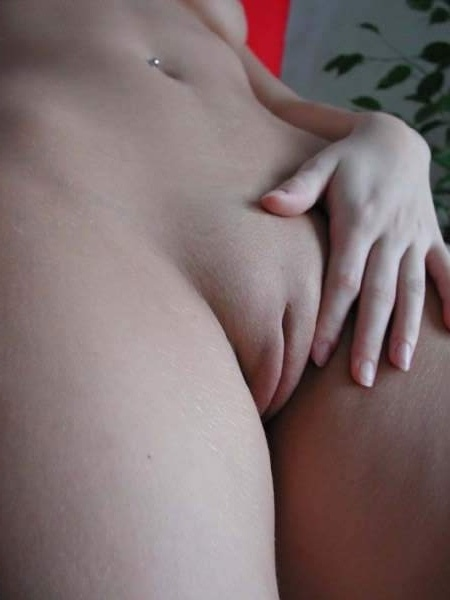
در بالا وولوا (فرج یا کس) که ابتدای واژن (در حالت نابرانگیخته حدود ۸ تا ۱۸ س. م) است، و در زیر آنوس که انتهای رکتوم (حدود ۱۲ تا ۲۰ س. م) است، دیده می‌شوند.

ابعاد و شکل واژن انسان از اهمیت زیادی در پزشکی و جراحی برخوردارند. شماری از مطالعات هستند که در مورد ابعاد و اندازه آن انجام شده‌اند. واژن زن یک اندام بسیار الاستیک (کشسان) است. به اندازه‌ای کوچک است که تامپون را در جای خود نگه دارد، اما می‌تواند به اندازه‌ای بزرگ شود که فرزند را از آن بگذراند. این به این دلیل است که دیواره‌های واژن شبیه دیواره‌های معده هستند، آن‌ها روگا (چین‌وچروک‌های کشسان دیواره‌ها) دارند، به این معنی که در صورت عدم استفاده به هم جمع می‌شوند و در صورت لزوم گسترده و بسط داده می‌شوند. آن به یک اندازه خاص باقی نمی‌ماند، تغییر می‌کند تا هر چیزی را که در آن زمان در حال رخ دادن است تطبیق و در خود جا دهد.
برخی مردم فکر می‌کنند که کانال واژن یک فضای پیوسته باز است. با این حال، این یک برداشت نادرست است. کانال واژن را باید همچون بادکنکی در نظر گرفت که انگار با هیچ هوایی پر نشده‌است. دیوارها که پتانسیل انبساط و دراز کشیده شدن دارند به آرامی یک‌دیگر را لمس می‌کنند. هنگامی که چیزی درون آن جا می‌گیرد، در اطراف عرض و پهنای آن قالب می‌گیرند و طول آلت تناسلی، تامپون، انگشت(ها)، دست یا اسباب‌بازی جنسی (سکس‌توی) و حتی نوزاد چندقلو را در خود جای می‌دهند یا می‌گذرانند و به شکل و اندازه آن در می‌آیند. ولی با گذر زمان کم‌کم ممکن است خاصیت کشسانی آن تغییراتی داشته باشد برای نمونه با افزایش سن یا دخول و ورود جسم‌ها (مانند پنیس یا دیلدو) در درازمدت.
گاهی در حین دخول جنسی، پنیس یا جسم دیگری (همچون انگشت یا سکس توی) که در واژن قرار می‌گیرد به گردنه رحم برخورد می‌کند. این ممکن است نشانه ای از این باشد که زن از نظر فیزیولوژیکی به اندازه کافی برانگیخته نشده‌است. هنگامی که او بیش‌تر برانگیخته شود، واژن بسیار کشیده و درازتر می‌شود و دهانه رحم، همان گردنه رحم، بلند و بالا می‌شود.
تعدادی از مطالعات در مورد ابعاد واژن انسان انجام شده‌است، ولی همچون اندازه پنیس به شدت پژوهش نشده‌است.
هنگام سکس به دلیل نرم بودن بافت پنیس، واژینیسم و فاصله‌هایی که ران، شکم، زهار، چربی زیر شکم و بیضه مرد و افزون بر این‌ها باسن پارتنر و لابیا و تپه ونوس زن ایجاد می‌کنند، پنیس برعکس چیزی که به نظر می‌رسد نمی‌تواند تا ته درون سوراخ‌های بدن شود، همچنین به علت وجود روگا درون واژن و رکتوم هموار نیست که باعث له و فشرده شدن آلت و نیز چون مستقیم نیستند سبب خمیده شدن پنیس به بالا می‌شود. این‌ها طول مؤثر را می‌کاهند؛ بنابراین در واقعیت اندازه کاربردی پنیس است که اهمیت دارد نه اندازه کل آن.
انقباض غیرقابل کنترل ماهیچه‌های اطراف واژن واکنشی کاملاً غیرارادی است و از ورود هر جسم خارجی چه بزرگ چه کوچک (حتی انگشت یا تامپون) به واژن جلوگیری می‌کند. در این حالت که اغلب علت روان‌شناختی دارد، هر گونه تلاش برای دخول موجب دردهای شدید می‌شود. به این دلیل پیش‌نوازی اهمیت ویژه ای برای تحریک و برانگیختگی زنان دارد.

## ابعاد در حالت پایه
مطالعه‌ها و اندازه‌گیری‌های جدید دقیق‌تری انجام شده دریافته اند که طول کانال واژنی در حالت عادی (نابرانگیخته) به‌طور میانگین حدود ۷٬۶ تا ۱۷٬۸ سانتی‌متر است (حدودا اندازه یک دست)، ولی در حالت برانگیخته خون به ناحیه تناسلی جریان می‌یابد و هیجان‌های جنسی باعث شود کانال واژن برای تطبیق با نفوذ بسیار درازتر و ژرف‌تر و برای کمک به سهولت نفوذ روان نیز شود. همچنین دو-سوم بالاتری واژن، گردن رحم و رحم را مجبور می‌کند که بالا کشیده شوند و از مسیر خارج شوند. همچنین در حالت زایمان واژن به اندازه بسیار زیادی بزرگ‌تر می‌شود.

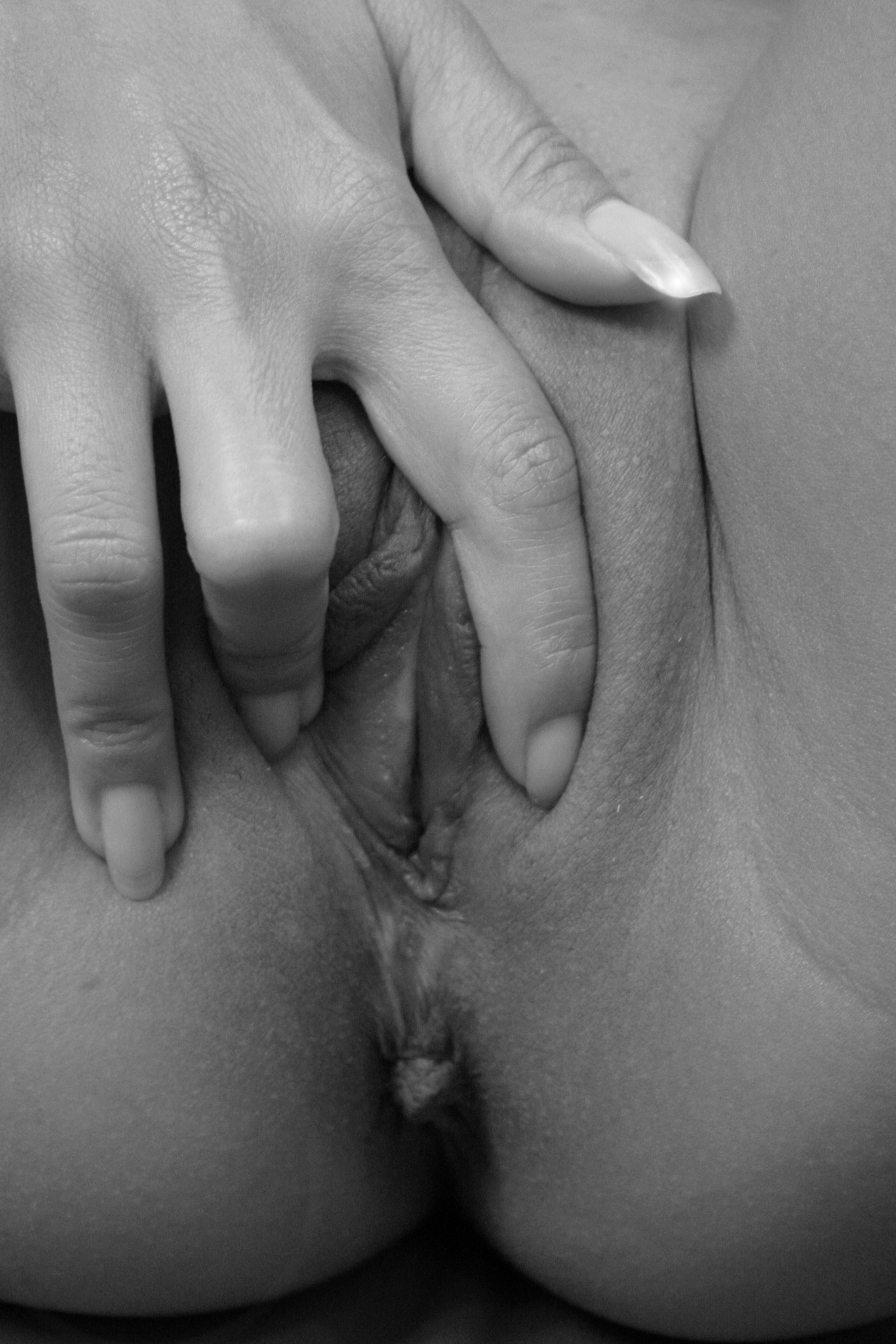
نسبت اندازه وولوا (فرج، کس) نسبت به دست (بلندی حدود ۱۰ سانتی‌متر) و فاصله آنوس تا واژن (پرینه) حدود ۴ سانتی‌متر، به دلیل نزدیکی این دو سوراخ بدن بهداشت زنان بسیار اهمیت دارد. در هنگام زایمان فرزند امکان پارگی پرینه وجود دارد.

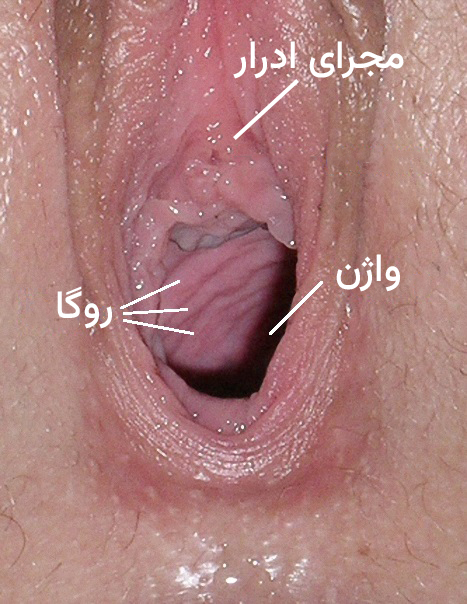
دهانه واژن انسان درست زیر دهانه مجرای ادرار در پشت دهلیز قرار دارد

همچنین یک مطالعه سال ۱۹۹۶ توسط پندرگراس و دیگر همکاران، با به‌کارگیری ریخته‌گری وینیل پلی‌سیلوکسان از واژن‌های ۳۹ زن قفقازی (سفیدپوست)، رنج ابعاد زیر را یافت:
- درازا (با به‌کارگیری میله اندازه‌گیری شده): ۶٫۹ تا ۱۴٫۸ سانتی‌متر
- پهنا: ۴٫۸ تا ۶٫۳ سانتی‌متر
- قطر درونی: ۲٫۴ تا ۶٫۵ سانتی‌متر

یک مطالعه دوم توسط همین گروه تغییرات قابل توجهی در اندازه و شکل بین واژن زنان از گروه‌های قومی دیگرسان نشان داد.